# Begraafplaats van Courcelles-au-Bois
De begraafplaats van Courcelles-au-Bois is een gemeentelijke begraafplaats gelegen aan de weg naar Sailly-au-Bois op 240 m ten noordoosten van het dorpscentrum van de Courcelles-au-Bois het Franse departement Somme.

## Militaire graven
In oktober 1916 werd naast de gemeentelijke begraafplaats een uitbreiding aangelegd dat door gevechtseenheden en veldhospitalen werd gebruikt tot maart 1917 toen het Duitse leger zich terugtrok uit het gebied van de Ancre. De begraafplaats werd in april 1918 tijdens een aanval op Amiens opnieuw gebruikt. Het dorp kwam tijdens het Duitse lenteoffensief in 1918 enkele maanden in vijandelijke handen, maar werd heroverd in augustus 1918. 
Deze uitbreiding telt 115 geïdentificeerde Gemenebest graven uit de Eerste Wereldoorlog. De militaire graven worden onderhouden door de Commonwealth War Graves Commission, die dit deel van de begraafplaats heeft ingeschreven als Courcelles-au-Bois Communal Cemetery Extension. Er liggen nu 105 Britten, 5 Nieuw-Zeelanders, 3 Zuid-Afrikanen en 2 Canadezen begraven inclusief drie die vanuit de gemeentelijke begraafplaats in 1934 naar hier zijn overgebracht.
Ze werd ontworpen door Frank Higginson en heeft een min of meer trapeziumvormig grondplan. Ze wordt omsloten door een natuurstenen muur afgedekt met witte boordstenen. Omdat de begraafplaats ruim twee meter hoger ligt dan het straatniveau leidt een trap met een 18-tal treden naar het terrein met de graven. Het Cross of Sacrifice staat in de noordelijke hoek. De graven liggen in zes evenwijdige rijen. De grafzerken hebben een opvallende roodbruine kleur en wijken dus sterk af van de gebruikelijke witte grafzerken in Portlandsteen.

### Minderjarige militair
- Douglas Anderson Tucker, soldaat bij het West Yorkshire Regiment (Prince of Wales's Own) was 17 jaar toen hij op 6 februari 1917 sneuvelde.